# Нулан
Нула́н (фр. Noulens) — коммуна во Франции, находится в регионе Юг — Пиренеи. Департамент — Жер. Входит в состав кантона Оз. Округ коммуны — Кондом.
Код INSEE коммуны — 32299.

## География
Коммуна расположена приблизительно в 590 км к югу от Парижа, в 110 км западнее Тулузы, в 37 км к северо-западу от Оша.
По территории коммуны протекает река Желиз.

## Климат
Климат умеренно-океанический. Лето жаркое и немного дождливое, температура часто превышает 35 °С. Зимой часто бывает отрицательная температура и ночные заморозки. Годовое количество осадков — 700—900 мм.

## Население
Население коммуны на 2010 год составляло 98 человек.
| 1962 | 1968 | 1975 | 1982 | 1990 | 1999 | 2010 |
| ---- | ---- | ---- | ---- | ---- | ---- | ---- |
| 152  | 142  | 124  | 112  | 114  | 105  | 98   |

## Администрация
| Период | Период | Фамилия       | Партия | Примечания |
| ------ | ------ | ------------- | ------ | ---------- |
| 2001   | 2008   | Жак Роллан    |        |            |
| 2008   | 2020   | Андре Монтаре |        |            |

## Экономика
В 2010 году среди 62 человек трудоспособного возраста (15-64 лет) 39 были экономически активными, 23 — неактивными (показатель активности — 62,9 %, в 1999 году было 82,1 %). Из 39 активных жителей работали 36 человек (22 мужчины и 14 женщин), безработных было 3 (0 мужчин и 3 женщины). Среди 23 неактивных 6 человек были учениками или студентами, 8 — пенсионерами, 9 были неактивными по другим причинам.

## Достопримечательности
- Церковь Св. Иакова